# Prêmio Brasileiro Imortal
O Prêmio Brasileiro Imortal foi criado pela Vale em 2008 para valorizar a atuação de cidadãos que contribuem para a preservação das riquezas naturais e para o desenvolvimento das comunidades do país. Escolhidos por votação popular na internet, os vencedores têm seus nomes perpetuados na nomenclatura científica de espécies botânicas inéditas descobertas na Reserva Natural Vale, localizada no município brasileiro de Linhares, no estado do Espírito Santo.

## Edição 2008
No primeiro ano do prêmio, foram batizadas sete espécies botânicas, sendo uma homenagem especial, uma na categoria nacional e cinco nas categorias regionais – uma para cada região geográfica do Brasil. Todas as espécies foram descobertas na Reserva Natural Vale, um dos últimos remanescentes de Mata Atlântica em relevo plano no Brasil e reconhecida pela Unesco como Sítio do Patrimônio Natural Mundial da Costa do Descobrimento.
Uma comissão de especialistas, formada por pessoas que atuam na área de sustentabilidade, escolheu os candidatos ao prêmio. Também foram consideradas sugestões de Organizações Não-Governamentais (ONG’s), com atuação nas diferentes regiões do país.
A eleição dos vencedores foi realizada por meio de votação popular, exclusivamente na internet, durou dois meses e acumulou quase 250 mil votos.

## Indicados 2008 – Categorias Regionais
Norte – Espécie: Antúrio Quilhado
- Adalberto Luis Val – Coordenador do Laboratório de Ecofisiologia e Evolução Molecular do INPA.
- Dom Alcimar Caldas Magalhães – Implementa ações de sustentabilidade na região do Alto Solimões.
- Zeneida Lima - Escritora e poetisa.

Nordeste – Espécie: Antúrio Verdão
- J. Borges – Xilógrafo e escritor.
- João Abner – Doutor em engenharia hidráulica e saneamento, e professor da Universidade Federal do Rio Grande do Norte.
- Rachel de Queiroz (in memorian)– Escritora.

Centro-Oeste – Espécie: Baunilha Mole
- Ezechias Paulo Heringer (in memorian) – Engenheiro agrônomo, ambientalista e professor de botânica na Escola Superior de Lavras.
- Manoel de Barros – Poeta cuiabano cuja obra tinha como temática o pantanal.
- Paulo Bertran (in memorian) – Economista, doutor em história e planejamento, professor universitário e escritor.

Sudeste – Espécie: Bico Branco
- Aziz Ab Saber - Geógrafo e professor-emérito da Faculdade de Filosofia, Letras e Ciências Humanas da Universidade de São Paulo.
- Ibsen de Gusmão Câmara – Escritor e Membro da American Association for the Advancement of Science, da Society of Vertebrayte Paleontology.
- Tom Jobim (in memorian) - Compositor, maestro, pianista, cantor, arranjador e violonista.

Sul – Espécie: Salacia
- Clovis Schrappe Borges – Médico veterinário e diretor executivo da SPVS (Sociedade de Pesquisa em Vida Selvagem e Educação Ambiental)
- Miguel Krigsner – Graduado em farmácia/bioquímica pela Universidade Federal do Paraná e fundador da empresa O Boticário.
- Oldemar Carvalho Júnior – Pesquisador e fundador do Instituto Ekko Brasil.

## Indicados 2008 – Categoria Nacional
Espécie: Antúrio Mirim
- José Hamilton Ribeiro – Jornalista e escritor.
- José Márcio Ayres (in memorian) - Mestre em Ecologia no Instituto de Pesquisas da Amazônia (Inpa).
- Paulo Nogueira Neto – Biólogo e um dos fundadores do Conselho Nacional do Meio Ambiente (Conama).

## Os Brasileiros Imortais 2008
Na categoria Nacional, o jornalista paulista José Hamilton Ribeiro conquistou o maior número de votos da premiação, com mais de 70% da preferência em sua categoria. José Hamilton foi homenageado com uma espécie do gênero Anthurium, popularmente conhecida como Antúrio mirim, descoberta pelo pesquisador Marcus Nadruz Coelho, do Jardim Botânico do Rio de Janeiro.
Na categoria Centro-Oeste, foi eleito o economista e historiador Paulo Bertran (in memorian), que deu nome a uma orquídea, descoberta pelo pesquisador Cláudio Nicoletti, também do Jardim Botânico do Rio de Janeiro.
Na categoria Nordeste, a escritora Rachel de Queiroz foi a mais votada, dando nome a uma espécie do gênero Anthurium, com o nome vulgar Antúrio verdão, também descoberta por Nadruz.
Na categoria Sudeste, o mais votado foi o maestro carioca Tom Jobim, cujo nome batiza um Machaerium, popularmente conhecido como Bico branco. A espécie foi encontrada pelo botânico Carlos Victor Mendonça Filho, das Faculdades Federais Integradas de Diamantina (MG).
Na categoria Norte, a escritora e poetisa Zeneida Lima, da Ilha de Marajó, foi a escolhida para nomear um Antúrio quilhado, também descoberto por Nadruz.
Na categoria Sul, o empresário paranaense Miguel Krigsner ficou com o primeiro lugar. A espécie que recebeu o nome de Krigsner é uma Salacia, descoberta pelo botânico Julio Antonio Lombardi, da Universidade Estadual Paulista.
Homenagem especial
Na edição 2008 do Prêmio Brasileiro Imortal, a antropóloga Ruth Cardoso (in memorian) recebeu uma homenagem especial da Vale e também teve seu nome imortalizado na espécie Philodendron (Imbé Feliz), descoberta por Nadruz.
Os nomes atribuídos às novas espécies seguem as normas estabelecidas pelo Código Internacional de Nomenclatura Botânica, tendo sido inseridos nos títulos das espécies de forma latinizada.

## Selos Comemorativos
Além de “batizarem” as novas espécies botânicas, os Brasileiros Imortais também foram homenageados com a produção de selos comemorativos contendo a ilustração das espécies e seus nomes, lançados pelos Correios durante o evento de premiação.
As ilustrações foram feitas por Dulce Nascimento, membro do Conselho da Fundação Botânica Margaret Mee e referência em sua área.